# 일본담배산업
일본담배산업주식회사(일본어: 日本たばこ産業株式会社 니혼타바코산교 가부시키가이샤[*], JAPAN TOBACCO INC., 약칭 JT)는 담배를 비롯하여 의약품, 식품, 음료 등을 생산, 판매하는 일본의 기업이다. 일본담배산업주식회사법에 의해 1985년 4월에 설립되었다.

## 역사
전신인 일본전매공사로부터 1985년 4월 1일에 업무를 승계받았다. 전 주식 중 지분의 절반 이상이 일본 정부에 있다. 이른바 반은 관영이고 반은 민영인 회사로 특수회사다.
담배사업법에 의하여, 국산 담배의 전량매수계약이 의무인 한편, 담배 제조의 독점이 허용되어 있다. 따라서 일본 국내에서 유일, 업무로는 담배의 제조가 있으며 판매 수익의 60%를 차지한다. 이외에도 의료 기구와 의료용 의약품, 가공 식품과 음료수 사업도 하고 있다. 매상액의 92%가 담배의 판매로부터 나온다.
또한 해외 전략에도 적극적으로 대응하여 1999년 R.J.레이놀즈의 자회사인 RJR인터내셔널을 매수, JT 인터내셔널(JTI)을 설립하였다. JT인터내셔널을 포함하여 판매점유율은 세계 3위이다.
사업 다각화를 위한 방편으로, 잠시 패스트푸드 체인인 버거킹의 프랜차이즈 사업도 해보았으나, 롯데리아와 패스트키친에 사업권을 양도, 패스트푸드 시장에서 철수하였다.
또한, 전신인 일본전매공사로부터 소금의 전매업무도 승계받았으나, 1997년 4월 21일에 소금 전매업이 폐지됨과 함께 소금에 관련된 사업은 '재단법인소금사업센터'가 인계하여, 종래의 식염은 '센터소금'으로 개칭되었다.
"JT"라는 호칭은 당초에는 없었다. 그러므로 JT가 들어가는 도메인 확보에 실패했다.
전신인 일본전매공사의 병원이었던 도쿄전매병원은, JT로 인계된 이후로도 그 이름을 유지하였으나, 2005년 국제의료복지대학에 매각되었다.

## 관련 기업
관련 기업으로 JT 식품, 일본 음료, 유니마트 오피스, 일본 필터 공업, JT 크리에이티브 서비스, 상제르망 제빵 등이 있으며 또한, JT 도쿠지마 프린스 호텔, 라이픽스 등과의 합병에 의해 대중제약회사로 2002년 해산하여, 상표권의 일부가 제일 산쿄(三共) 헬스케어에, 그 외의 상표권과 제조판매권등은 니치이코(日医工)에 양도하였으나, 버거킹의 운영권 등은 그 권리를 소유하고 있다.

## 담배 브랜드 일람

### 필터 담배
- 마일드 세븐
- 캐빈(CABIN)
- 세븐 스타(Seven Star)
- 캐스터(Caster)
- 프론티어(Frontier)
- 알파(Alpha)
- 베벨
- 루시아
- 아이신
- 섬타임
- 알파베드
- 하이라이트(Highlight, Hi-Light)
- 피스(Peace)
- 호프(Hope)
- 미네(峰)
- 체리(Cherry)
- 와카바
- 에코
- 신세이
- 골든 벳
- 미니 스타
- 하이톤
- 우루마
- 바이올렛
- 캐멀(CAMEL)
- 윈스톤
- 프레미아
- 살렘(Salem)
- 피아니시모
- 반테지
- 웨이브(WAVE,해외 한정 판매 제품)

### 궐련 담배
- 고이키(小粋)
- 기쿄(桔梗)

## 소프트 드링크
- Roots
- 세노비
- 야무차로(飲茶楼)
- 미니바라 시리즈
- 모모노텐넨수우
- 로열 스타 시리즈

## 기업PR

### TV 광고
- 이전에는 담배 상품단위의 광고활동을 했으나, 미성년자의 흡연방지와 건강피해의 염려로 인하여 단계별로 제도적인 규제가 생겨났다. 1998년 이후 업계에 의해 자체적으로 규제에 나섰으나, 그 후 법적으로 전면금지가 되어, 현재 일본담배산업주식회사가 제작하는 방송광고로는 기업 이벤트, 상품 개발 정보, 흡연 매너 교육등의 간접 광고를 실시하고 있다. 또한 그로 인하여 소프트드링크 시리즈 광고가 일본담배산업주식회사 광고의 주가(메인이) 되었다.
- 「♪JT、THE Delight Factory」의 사운드 로고(기업 슬로건) 광고를 각 일본의 방송국에서 송출하고 있다.

### 스포츠
- 쇼기 일본 시리즈 (JT 프로 공식전/테이블 마크 어린이 대회)
- 골프 일본 시리즈 JT컵 (JGTO 최종전)
- JT 마블러스 (V.리그)

## 같이 보기
- JT 마블러스
- 일본의 흡연